# Przemęt-Leśniczówka
Przemęt-Leśniczówka – osada leśna w Polsce położona w województwie wielkopolskim, w powiecie wolsztyńskim, w gminie Przemęt.
W latach 1975–1998 miejscowość administracyjnie należała do województwa leszczyńskiego.